# أليكساندر بالمر
أليكساندر بالمر هو دراج سويسري، ولد في 4 مايو 2000.

## وصلات خارجية
- أليكساندر بالمر على موقع الاتحاد الدولي للدراجات (الإنجليزية)
- أليكساندر بالمر على موقع أرشيف الدراجات (الإنجليزية)
- أليكساندر بالمر على موقع إحصائيات الدراجات الإحترافية (الإنجليزية)
- أليكساندر بالمر على موقع نسبة الدراجات (الإنجليزية)
- أليكساندر بالمر على موقع CycleBase (الإنجليزية)
- أليكساندر بالمر على موقع MTB Data (الإنجليزية)